# مرجة
مرجة (باللغة البشتوية: مارجه) هي مدينة أفغانية في ولاية هلمند، جنوب غرب مدينة لشکرگاه عاصمة الولاية.

## السكان
تتفاوت التقديرات فيما يتعلق بعدد سكان مرجة، فبعض التقارير الصحفية تقدره بـ 80 إلى 85 ألف نسمة، ترتفع إلى حوالي 125 ألف نسمة إذا أضيف إلى التعداد سكان بعض المناطق المجاورة. بينما يشكك بعض الملاحظين في هذه التقديرات ويقولون بأنها أرقام مبالغ فيها وأن التعداد الحقيقي لسكان مرجة لا يزيد بأي حال من الأحوال عن 50 ألف نسمة.

## المناخ
يصل متوسط سقوط الأمطار على المنطقة في الفترة ما بين ديسمبر إلى مارس إلى أكثر من بوصة واحدة شهرياً، ويصل هذا المتوسط إلى أقصاه في يناير (2.46 بوصة)، أما بقية العام فيقل أو ينعدم سقوط المطر، وتصل درجات الحرارة في يونيو ويوليو وأغسطس إلى ما يزيد عن 37 درجة مئوية (100 درجة فهرنهيتية)، بينما تصل درجة الحرارة في ديسمبر ويناير إلى ما يقارب درجة التجمد.

## حرب أفغانستان
في مايو 2009 ـ ووفقاً لتقرير لهيئة الإذاعة البريطانية ـ قامت القوات المشتركة (قوات التحالف والقوات الأفغانية) بقتل 60 مقاتلاً من حركة طالبان ومصادرة كمية قياسية من المخدرات أثناء عملية عسكرية استغرقت أربعة أيام واستهدفت سوق المدينة باعتباره ـ حسب تعبير القيادة الأمريكية ـ «نقطة انطلاق رئيسية للعمليات العسكرية والإجرامية»، وأسفرت الحملة عن ضبط 92 طناً من بذور القنب وكميات من الحشيش والهيروين والأفيون والمورفين وكميات من الأسلحة وأدوات صنع المتفجرات، وذلك وفقاً لتصريح صدر عن قوات الاحتلال الأمريكية.
وتعتبر القوات الأمريكية مدينة مرجة وما يجاورها «أهم معاقل طالبان التي تخشاها في ولاية هلمند» (وفق تصريح أدلي به في ديسمبر 2009)؛ فهي منطقة تقع خارج نطاق سيطرة القوات المشتركة، ويتحصن فيها ما يقرب من 1000 مقاتل من حركة طالبان، وفقاً لأحد قادة مشاة البحرية الأمريكية (المارينز).

### العملية العسكرية ضد مرجة في 2010

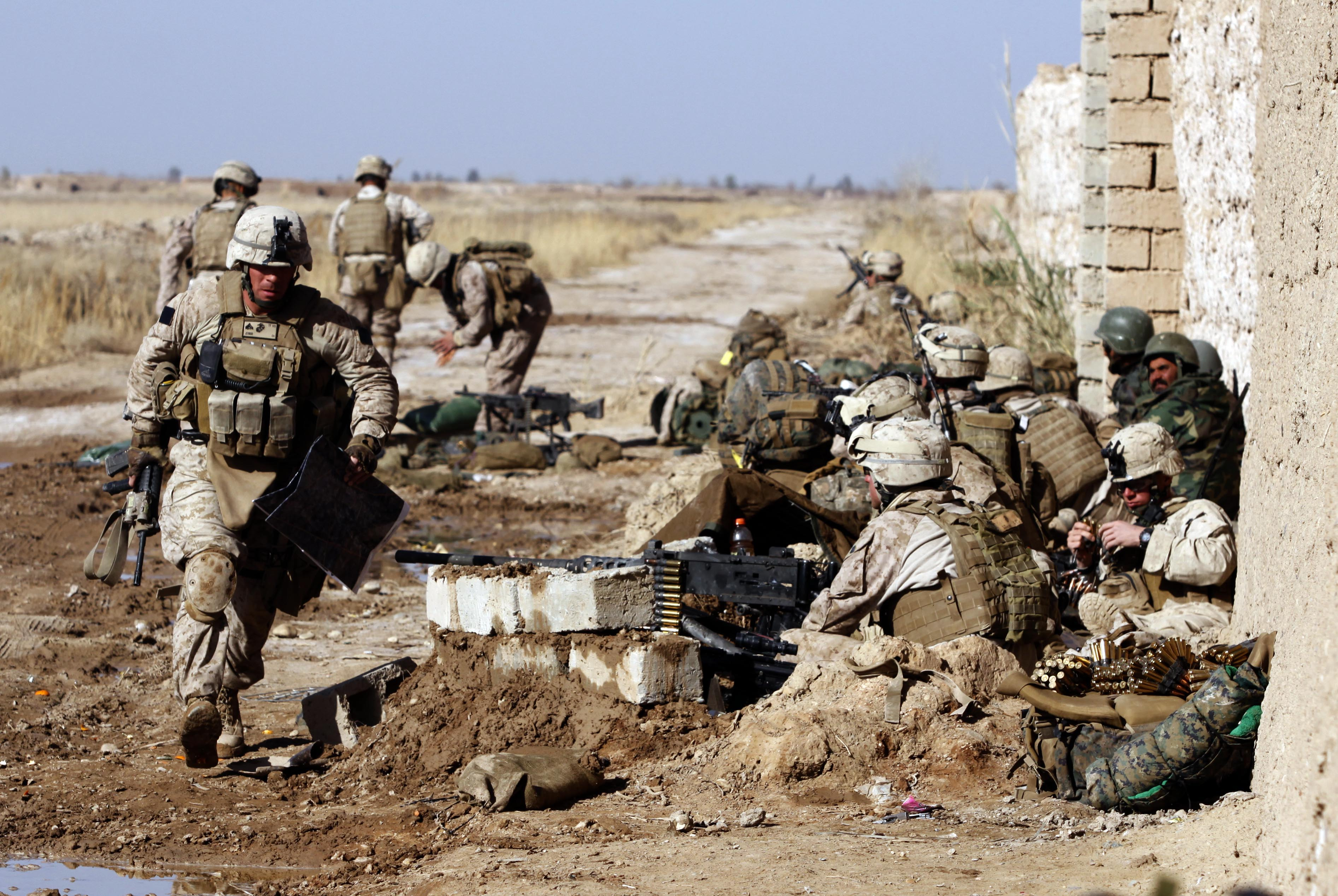
جنود أمريكيون من مشاة البحرية (المارينز) وجنود أفغان قرب مدينة مرجة

في 13 فبراير 2010 بدأت عملية عسكرية مشتركة بين القوات الأفغانية وقوات حلف الناتو، اشترك فيها حوالي 15 ألف جندي أفغاني وكندي وأمريكي وبريطاني. وهي بذلك تعد أكبر عملية مشتركة في حرب أفغانستان حتى تاريخها، وتهدف هذه العملية إلى إخراج قوات طالبان من المدينة، وبالتالي القضاء على آخر معاقل طالبان في ولاية هلمند. وقد واجهت القوات المشتركة مقاومة عنيفة من قوات طالبان تكبدت فيها العديد من الخسائر على أيدي قناصة طالبان ومن جراء عبواتها الناسفة التي نشرتها في المنطقة.

## وصلات خارجية
صور فوتوغرافية لعملية مرجة (فبراير 2010) من وكالة رويترز